# Galium odoratum
Galium odoratum là một loài thực vật có hoa trong họ Thiến thảo. Loài này được (L.) Scop. mô tả khoa học đầu tiên năm 1771.
Là bản địa đến phần lớn Châu Âu từ Tây Ban Nha và Ireland đến Nga, cũng như Tây Siberia, Thổ Nhĩ Kỳ, Iran, Kavkaz, Trung Quốc và Nhật Bản. Nó cũng được du nhập một ở các địa điểm rải rác ở Hoa Kỳ và Canada. Loài này được trồng rộng rãi vì hoa và tán lá có mùi thơm.
Một cây thân thảo, có chiều cao 30–50 cm (12–20 in), thường nằm trên mặt đất hoặc được dựa vào các cây khác. 
Loài này có mùi ngọt của với tác nhân gây mùi coumarin, và đôi khi được sử dụng làm chất tạo hương do thành phần hóa học của nó.

## Hình ảnh

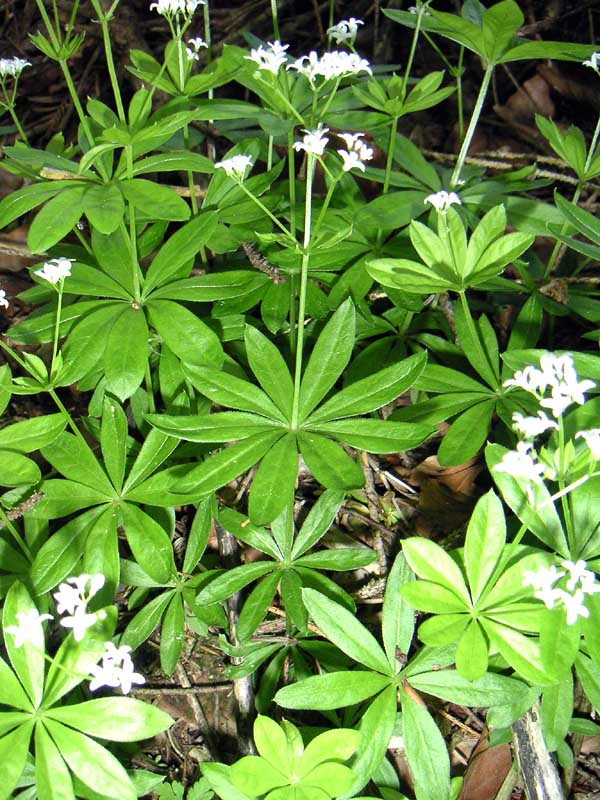
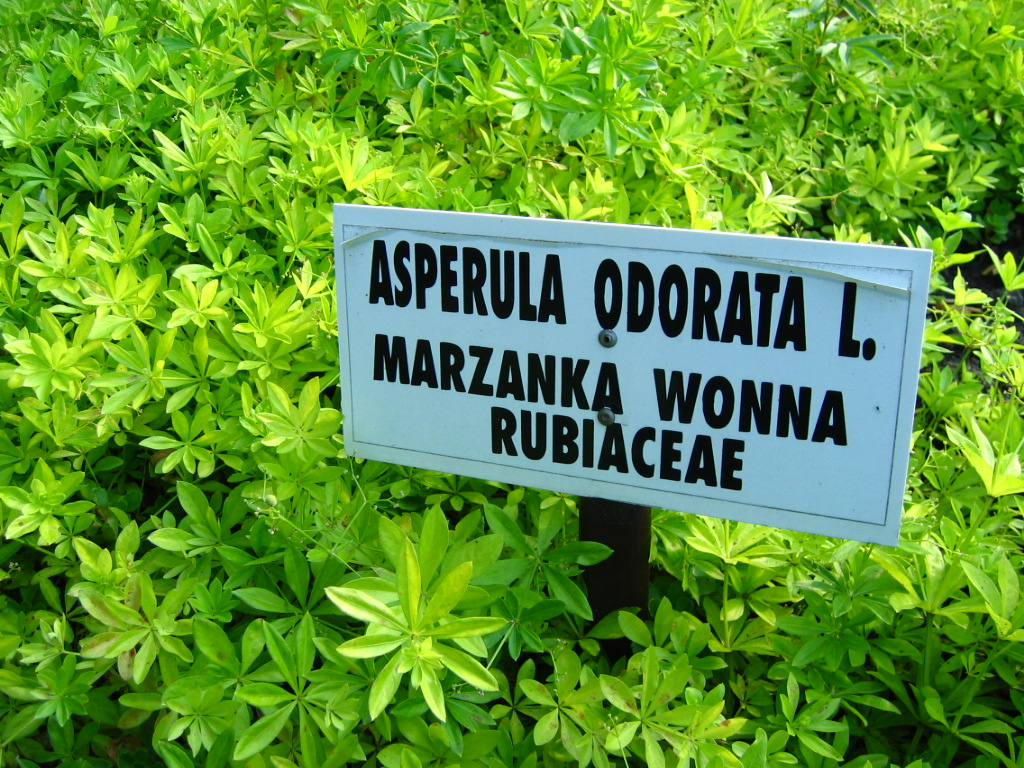
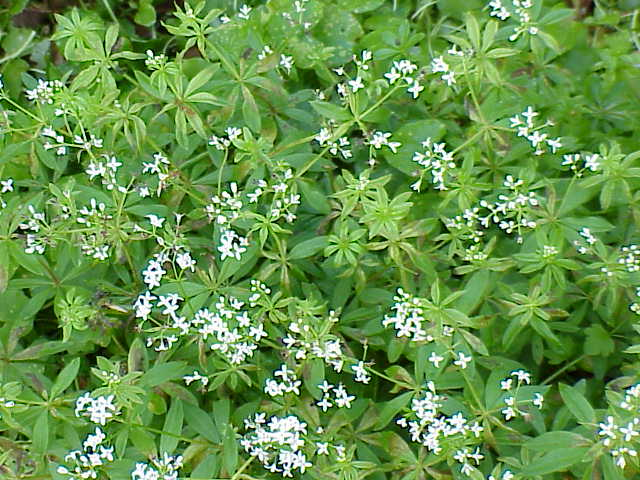
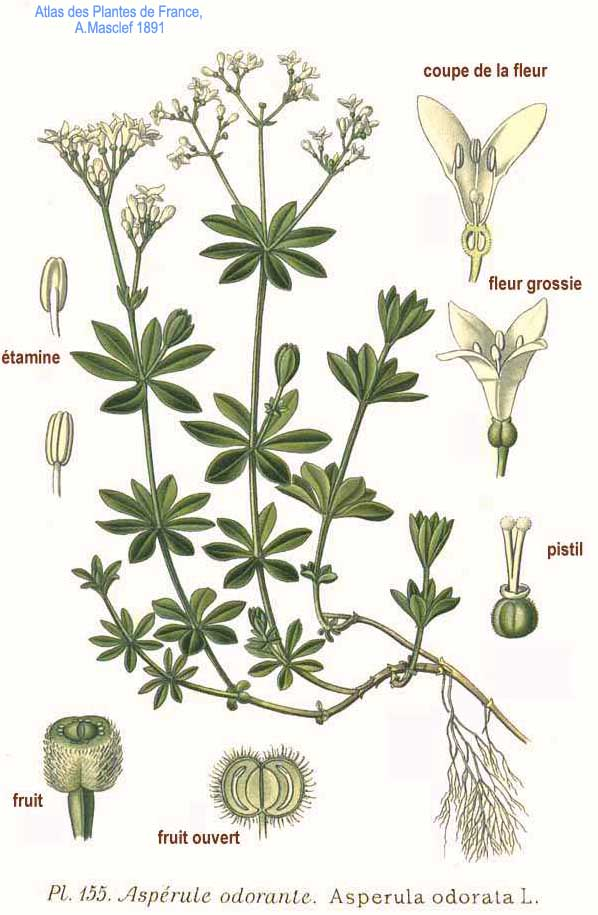